# Britney: Piece of Me
Tournées par Britney Spears
Femme Fatale Tour
(2011) Piece of Me Tour
(2016 - 2018)
Britney: Piece of Me est un spectacle en résidence de la chanteuse Britney Spears, interprété au casino Planet Hollywood à Las Vegas. La résidence, commencée en décembre 2013, devait se terminer fin 2015. À la date du 27 février 2016, Britney: Piece of Me aurait rapporté plus de 100 millions de dollars des seules ventes de tickets. En mars 2015, une extension du spectacle jusqu'en 2017 est envisagée, puis confirmée en septembre 2015.
En 2017, la résidence a été classée deuxième meilleure tournée féminine de l'année en Amérique du Nord avec un total brut de 38,9 millions de dollars et 238 144 billets vendus et une moyenne de 163,20$ par billet. Ce qui fait de l'une des résidences à succès derrière Céline Dion et Elton John. Le dernier spectacle de la résidence le 31 décembre 2017, a battu le record du concert le plus haut-gagnant pour une résidence à Las Vegas. Il a rapporté près de 1,2 million de dollars pour 4 600 fans et un prix moyen de $255. Dans l'ensemble, Britney: Piece of Me a engrangé un total de 137,207,234 de dollars avec 916 174 billets vendus en 248 spectacles, selon les rapports de Billboard's Boxscore.

## Annonce
À la fin du Femme Fatale Tour en décembre 2011, des rumeurs ont circulé à propos d'un séjour à Las Vegas. En février 2013, le théâtre Planet Hollywood a été désigné pour accueillir le spectacle de Britney.
Le journal local, le Las Vegas Sun confirma en mai 2013, que le lieu était en rénovation exclusivement pour le spectacle de Britney Spears. L'article spéculait que la résidence serait annoncée en juin 2013. Britney Spears aurait commencé les répétitions à la fin septembre, début octobre. Spears, elle-même, fait allusion à la résidence lors de son interview avec Shape en mai 2013. Elle y déclare : « Mon concert à Vegas ne sera pas basique. Ce sera une grande fête du début jusqu'à la fin. Et pour réussir, je dois être en parfaite santé et être pleine d'énergie ».
La résidence a été confirmée le 17 septembre 2013, lors d'une interview sur Good Morning America. Britney Spears se produira lors de 50 spectacles par an, en 2014 et 2015. 

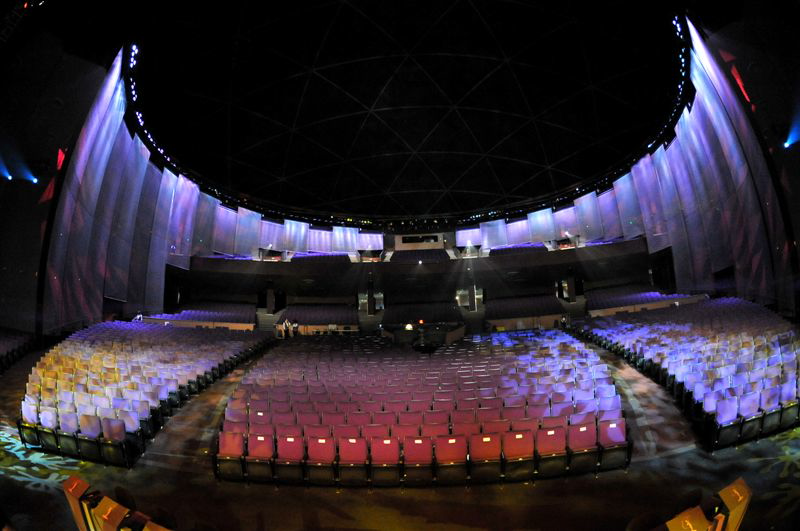
Salle The AXIS du casino Planet Hollywood, où est présenté Britney: Piece of Me.

Elle est censée gagner plus de 15 millions de dollars par an. Le 25 septembre 2014, Spears a confirmé à Good Morning Britain, qu'elle avait prolongé son contrat avec The Axis et Planet Hollywood pour continuer le spectacle pour deux années supplémentaires.
Britney Spears avait déclaré en juillet 2015, qu'elle n'était pas certaine de continuer son spectacle. Mais le 9 septembre 2015, Britney Spears annonce lors d'un concert, qu'elle restera deux années de plus à Vegas, c'est-à-dire jusqu'en 2017,.

« Je ne suis pas encore prête à quitter Vegas. Je suis si fière de ce show, et mon groupe, mes danseurs et mon équipe sont devenus une telle famille pour moi. Quand il a fallu prendre une vraie décision, je n’ai pas pu me résoudre à mettre un terme au show cette année. Je prévois de grands changements. Je vois mon équipe cette semaine pour retravailler la setlist, créer de nouveaux costumes et de nouveaux décors. Il y a des chansons que les fans adorent que je veux faire durant le show. C’est très excitant! Si vous n’avez pas vu le show actuel, il faut que vous veniez avant la fin de l’année. »

— Britney Spears

## Réception
Le succès de la résidence a mis en évidence un changement dans la culture et la démographie de Las Vegas après son ouverture en décembre 2013. Spears a depuis été crédité comme ayant joué un rôle vital pour la ville. En effet, des touristes plus jeunes sont venus pour visiter la ville. Il a également été signalé que la résidence a généré des gains annuels supplémentaires de 20 millions de dollars pour Planet Hollywood, ce qui lui a permis de revivifier la propriété en termes de finances et de popularité.
En 2014, Caesars Entertainment a honoré Spears, en annonçant que le 5 novembre serait officiellement connu sous le nom de Britney Day. Le 5 novembre 2014, une cérémonie spéciale a été organisée en l'honneur de Spears à "The Linq Promenade", où elle a reçu une clé à la ville de Las Vegas par le commissaire du comté, Clark Steve Sisolak et le président régional de Planet Hollywood, David Hoenemeyer.
Depuis les débuts de la résidence, d'autres artistes majeurs, comme Jennifer Lopez et Mariah Carey, ont suivi les pas de Spears et ont également accepté des offres de résidence. À l'instar de Spears, Lopez est en tête-à-tête de The AXIS, mais pour une période plus courte.
Plusieurs célébrités sont allées au spectacle, y compris Beyoncé, Lionel Richie, Avril Lavigne, Calvin Harris , Jay Z , Marina and the Diamonds, Miley Cyrus, Lady Gaga, Jennifer Lopez, Katy Perry, Shania Twain, Sia, Jessica Alba, Selena Gomez, Fergie, Serena Williams, Adam Lambert, Arnold Schwarzenegger, Steven Tyler , Kelly Clarkson, Paris Hilton, Paula Abdul, Kesha, Nicole Richie, Nick Jonas, Zac Efron, Joe Jonas, Fifth Harmony, Iggy Azalea, Skrillex et beaucoup d'autres,,,,.

## Promotion

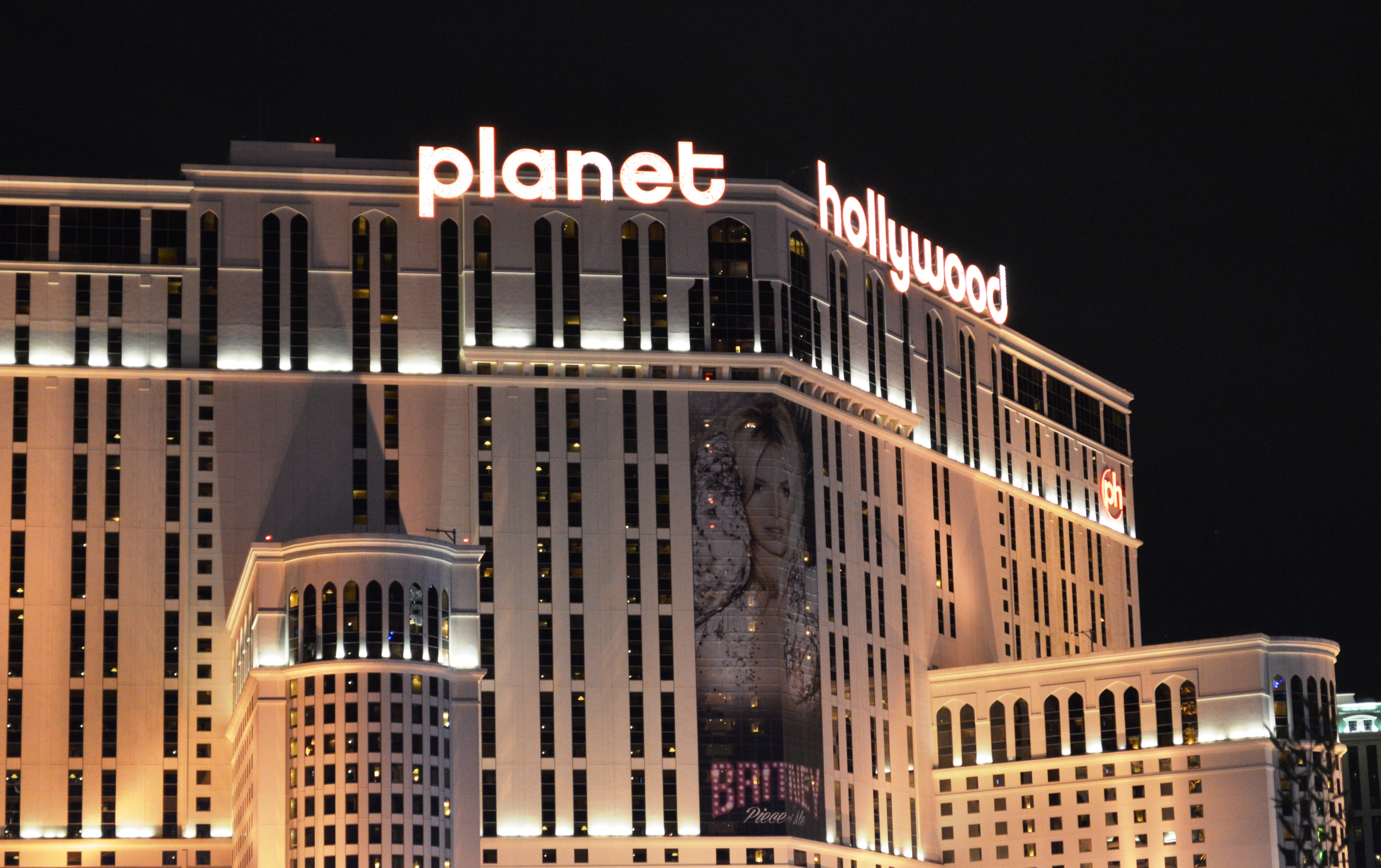
Affiche promouvant le spectacle, en 2013.

Britney: Piece of Me a été promu par des apparitions dans divers médias, en donnant des interviews et par les couvertures de différents magazines de musique et d'actualité.
La promotion du spectacle est principalement faite dans le documentaire diffusé sur la chaîne E!, ce documentaire intitulé I am Britney Jean a d'abord été pensé pour promouvoir son huitième album, Britney Jean en 2013, mais a été finalement concentré sur les travaux antérieurs du spectacle à Las Vegas. La préparation du spectacle, des costumes, des chorégraphies, la scène et le choix du répertoire sont dévoilés.
Le 17 mai 2015, aux Billboard Music Awards, Britney Spears a chanté son single Pretty Girls avec Iggy Azalea. Cette performance signe le retour de Britney Spears à des spectacles en direct comme principale artiste après 8 ans d'absence. Sa dernière performance remonte à 2007 supportant Gimme More aux MTV Video Music Awards.
Le 22 mai 2016, Britney a réalisé dans le cadre de la promotion du spectacle un medley au Billboard Music Awards. Spears a fait une performance de ses plus grands succès avant d'être honorée par le Millennium Award Billboard, qui reconnaît ses réalisations durant sa carrière et son influence dans l'industrie de la musique. La présentation comprenait Work Bitch, Womanizer, I Love Rock'n'Roll, Breathe on Me, I'm a Slave 4 U, Touch of My Hand et Toxic. Au cours de l'exécution de près de huit minutes, ils ont été utilisés certains décors de sa résidence, comme la plate-forme de néon ouvrant le spectacle ou la guitare géante. Spears a été applaudi et a reçu des critiques élogieuses, se référant à son énergie et à la danse. En outre, cette performance a reçu une grande réception, la performance étant la plus discutée de la soirée et considérée comme la meilleure du gala. Quelques jours après la cérémonie, la vidéo de la performance de Spears a été publié librement sur la chaîne Vevo de la chanteuse.
Britney Spears fait plusieurs apparitions très remarquées, au Carpool Karaoke, au The Today Show puis le 28 août 2016, aux MTV Video Music Awards 2016 où elle interprète Make Me et Do You Wanna Come Over.
Le 22 décembre 2017, Spears communique que son dernier concert à Las Vegas est retransmit le soir du 31 décembre sur ABC avec l'émission Dick Clark's New Year's Rockin' Eve.

### Piece of Me Tour
Le 27 septembre, 2016, Spears a effectué l'ensemble de son spectacle en résidence, à l'exception de Everytime et I Love Rock N'Roll, pour l'Apple Music Festival à Londres. C'est la première fois que la résidence est presque intégralement transposée en dehors de Las Vegas.
En mars 2017, Britney Spears annonce le lancement d'une tournée asiatique, en premier lieu sous l'intitulé de Britney: Live In Concert afin de promouvoir sa résidence et son album, Glory sorti en 2016, à travers le monde. Elle marque la fin des six années d'absence de Spears sur les scènes du monde entier, mais également ses premières performances aux Philippines, en Israël, en Taiwan, en Thaïlande, en Chine, et à Singapour. Totalisant onze dates, Spears retrouve sa gloire d'autrefois grâce au succès de la tournée et à la forte demande du public. Ainsi, le 23 janvier 2018, peu de temps après la fin de sa résidence triomphante, Britney Spears annonce une nouvelle série de concerts, renommée Piece of Me Tour, qui se poursuit de juillet à octobre, en Amérique du Nord, en Europe et au Royaume-Uni. Sans équivaut, le rendez-vous y est, et oblige Britney Spears d'ajouter, de nouveau, plusieurs dates au vu de la demande phénoménale. Cette neuvième tournée totalise quarante-deux dates sur ces trois continents.

## Synopsis (2013-2015)
Le spectacle est introduit par une vidéo qui retrace la carrière de la chanteuse en montrant des extraits des moments forts de la carrière de celle-ci et des extraits de ses hits les plus connus. Un compte à rebours utilisant le nom de la chanteuse débute et lorsque Britney: Piece of Me s'affiche , un grand rideau s'ouvre et le spectacle commence par Work Bitch. Britney Spears arrive dans une grande sphère au plafond de la scène, puis rejoint la scène, où elle et ses danseurs effectuent la chorégraphie du clip vidéo. Le spectacle se poursuit avec Womanizer. Après Womanizer, Spears remercie les gens de venir à son spectacle. Elle demande au public de l'aider à compter jusqu'à trois, avant que 3 commence. Dans 3, Britney et ses danseurs dansent sur des trapèzes et des poteaux. C'est la dernière chanson du premier segment.
Une vidéo commence où Britney est habillée tel un ange et lit un poème: "Quelqu'un m'a dit une fois: Vas au-delà de la raison d'aimer. Cette raison est sûre. Elle est la seule sécurité. Aime le plus que tu peux, et quand tu seras prête, tout te sera montré ". Après la diffusion de la vidéo, Britney Spears apparaît seule sur scène avec de grandes ailes d'ange blanches, suspendue, puis chante Everytime. Pendant cette performance, des fleurs et pétales blancs tombent sur scène. Après Everytime, Britney redescend sur scène et effectue un léger changement de costume, puis chante ... Baby One More Time et Oops! ... I Did It Again.
Le troisième segment est introduit par une vidéo montrant des extraits des plus gros hits de Britney, tels que Baby One More Time, Toxic ou encore Gimme More. À la fin de la vidéo, des murs de barrières en bois arrivent sur scène. Britney arrive à son tour et chante Me Against the Music. La chorégraphie effectuée est inspirée du vidéoclip original. Britney chante ensuite un medley de Gimme More, Break the Ice et Piece of Me.

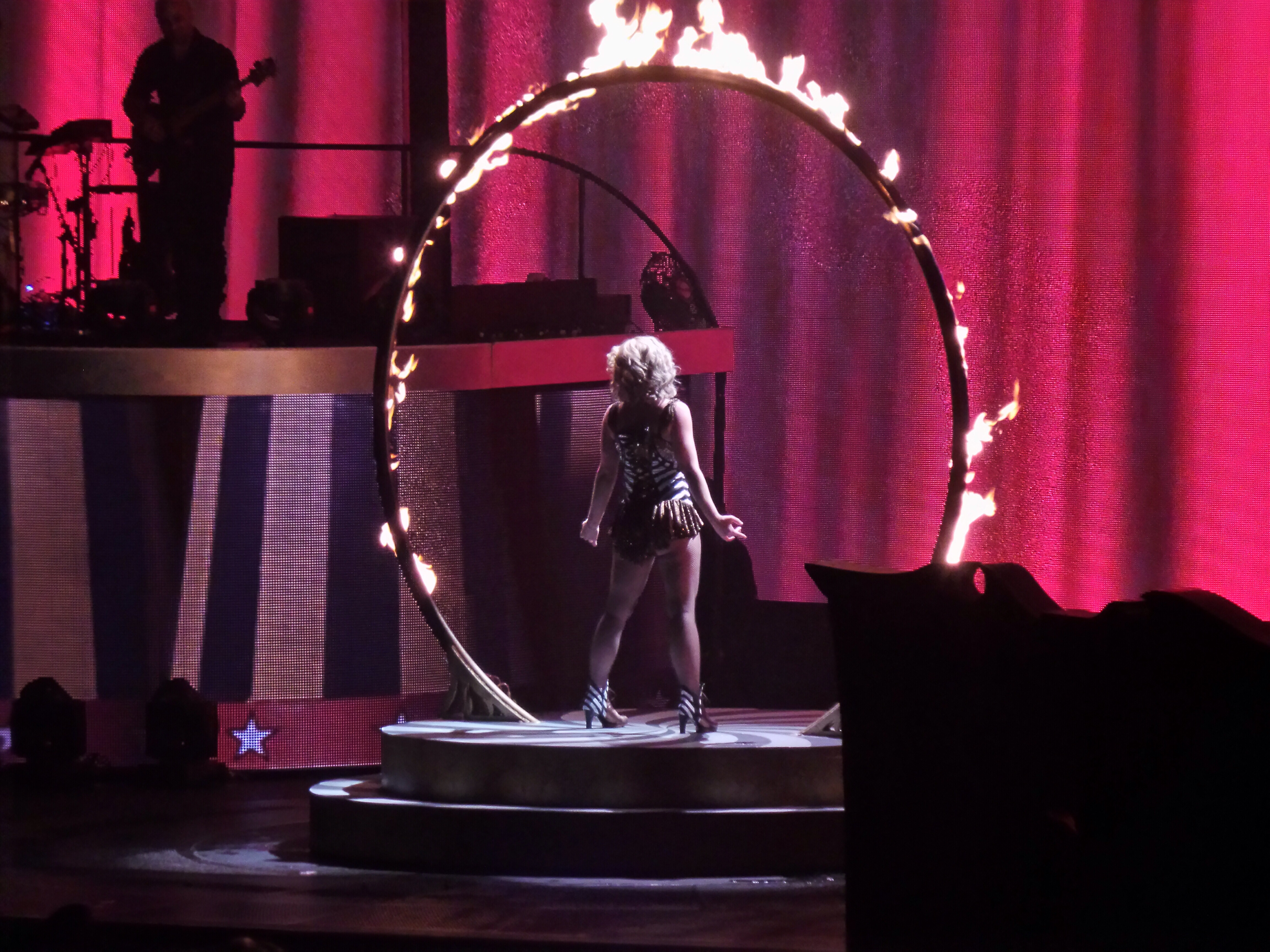
Britney Spears interprétant Circus en 2014.

L'interlude Scream & Shout introduit le quatrième segment. Will.I.Am apparaît en hologramme à l'écran et les danseurs dansent énergiquement autour de la scène. Britney arrive vers la fin de Scream & Shout et interprète une version raccourcie et remixée de Boys. Par la suite, Britney chante Pretty Girls, dont la chorégraphie effectuée est fortement inspirée de celle du vidéoclip (seulement à partir du 5 août 2015). Après un bref discours à son public, Britney termine le segment en chantant Perfume.
Get Naked (I Got a Plan) présente le cinquième segment. Un danseur et plusieurs danseuses effectuent des danses érotiques tout autour de la scène sur une version sensuelle de Get Naked (I Got A Plan). Puis, Britney apparaît sur scène dans une sorte de fontaine avec un poteau au centre et commence à chanter I'm a Slave 4 U, entourée de ses danseuses qui jouent dans une fontaine. Durant la chanson suivante, Freakshow, Spears et ses danseuses recherchent un/une fan dans le public, pour ensuite le/la faire monter sur scène. Spears obtient un fouet et une laisse puis le fan est ensuite tiré en laisse par Britney puis danse avec elle. Après la chanson, elle signe un T-shirt pour le fan et fini le segment par Do Somethin' .

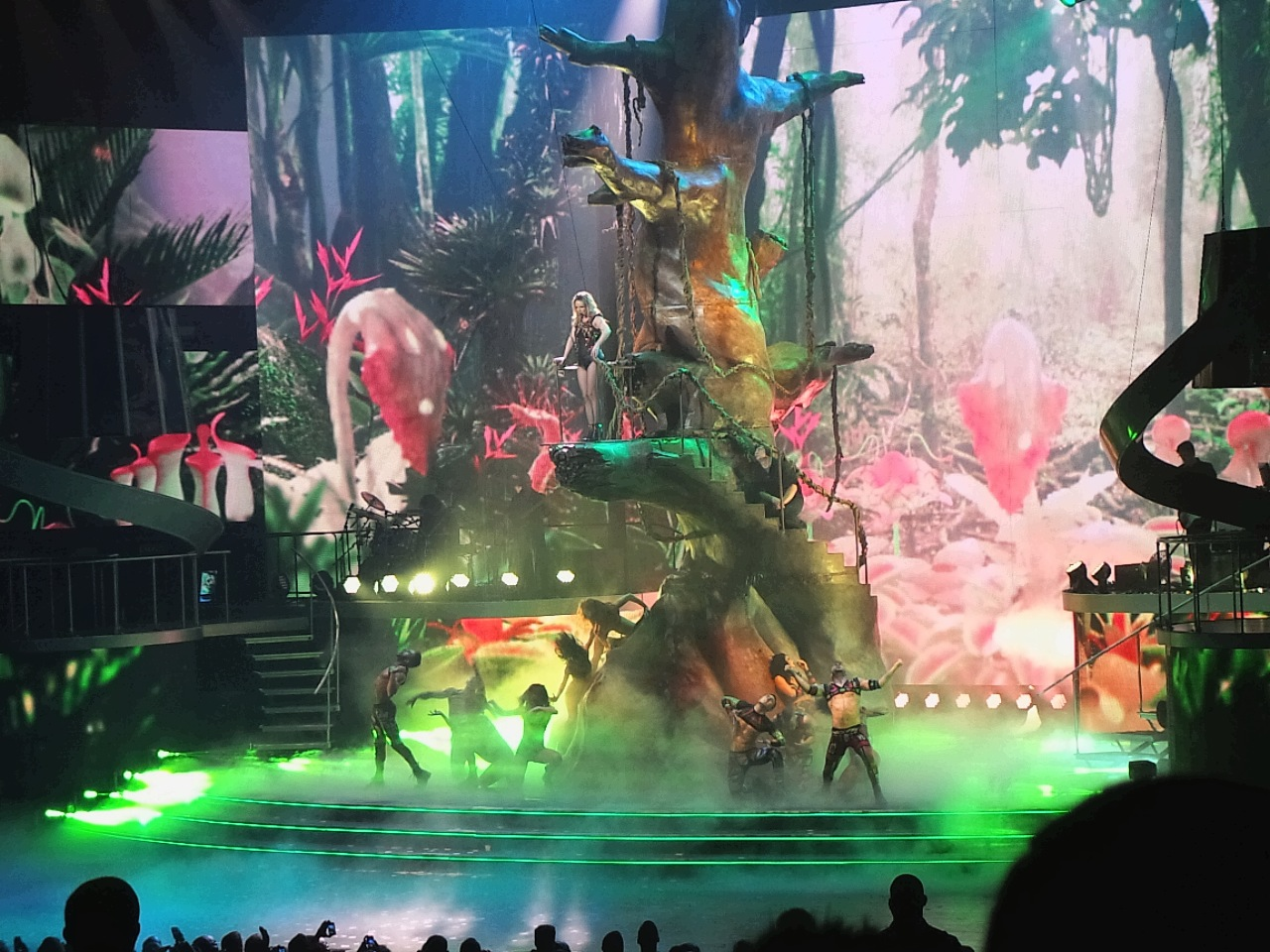
Britney Spears interprétant Toxic en 2014.

Le sixième segment est introduit par une troupe de cirque, jouée par les danseurs de Spears. Lors de cet interlude, les danseurs font des acrobaties, dansent sur des trapèzes et lancent des confettis dans la foule. Plus tard, Britney apparaît sur scène sur un grand anneau de feu et chante Circus. Puis vient I Wanna Go où elle est aux côtés de plusieurs miroirs. Ce segment se termine après que Britney a chanté Lucky.
La prochaine étape est introduite par le décor d'une jungle. Un grand arbre apparaît sur scène, sous la pluie. Britney, debout dessus, effectue une version ralentie de Toxic. Lorsque le deuxième couplet commence, elle saute de l'arbre en étant suspendue à des câbles pour rejoindre la scène puis la version originale de la chanson commence. Elle enchaine ensuite avec Stronger et Crazy. Au cours de Crazy, Britney demande à son public de féliciter son groupe de danseurs. Après Crazy, Britney demande au public, s'ils veulent une chanson de plus. Till The World Ends conclut donc le spectacle.
À la fin, Britney Spears quitte la scène dans la sphère tandis qu'une reprise de Work Bitch conclut le spectacle. Elle est soulevée en l'air et repart derrière où les écrans se referment. Ses danseurs disparaissent de la scène et le spectacle se termine avec un grand feu d'artifice.

## Synopsis (2016-2017)
Le nouveau répertoire comprend dix-neuf singles de Britney Spears commercialisés entre 1998 et 2012 et déjà utilisés dans la première version du spectacle.
Les chansons (You Drive Me) Crazy et Oops!... I Dit it Again n'avaient pas été interprétées pendant huit ans, onze ans pour Lucky et Stronger, et sept ans pour Break the Ice.
Dans cette nouvelle version du spectacle, 3, Perfume, I Wanna Go et Lucky ont été retirées mais de nouvelles chansons comme: I Love Rock 'n' Roll, If U Seek Amy, Breathe on Me et Touch of My Hand ont été incluses, ainsi qu'un medley de chansons de la rappeuse Missy Elliot. Le premier single Make Me... du neuvième album de Spears a été ajouté au show ainsi que Do You Wanna Come Over? le 17 août 2016. Puis en novembre Slumber Party est ajouté au concert.

## Concerts
| Dates             | Ville            | Pays             | Lieu                               | Présences                   | Recettes         |
| Amérique du Nord  | Amérique du Nord | Amérique du Nord | Amérique du Nord                   | Amérique du Nord            | Amérique du Nord |
| Partie 1          | Partie 1         | Partie 1         | Partie 1                           | Partie 1                    | Partie 1         |
| ----------------- | ---------------- | ---------------- | ---------------------------------- | --------------------------- | ---------------- |
| 27 décembre 2013  | Las Vegas        | États-Unis       | Planet Hollywood Resort and Casino | 17 803 / 17 803 (100%)      | 2 470 021 $      |
| 28 décembre 2013  | Las Vegas        | États-Unis       | Planet Hollywood Resort and Casino | 17 803 / 17 803 (100%)      | 2 470 021 $      |
| 30 décembre 2013  | Las Vegas        | États-Unis       | Planet Hollywood Resort and Casino | 17 803 / 17 803 (100%)      | 2 470 021 $      |
| 31 décembre 2013  | Las Vegas        | États-Unis       | Planet Hollywood Resort and Casino | 17 803 / 17 803 (100%)      | 2 470 021 $      |
| Partie 2          |                  |                  |                                    |                             |                  |
| 29 janvier 2014   | Las Vegas        | États-Unis       | Planet Hollywood Resort and Casino | 53 798 / 53 798 (100%)      | 8 011 280 $      |
| 31 janvier 2014   | Las Vegas        | États-Unis       | Planet Hollywood Resort and Casino | 53 798 / 53 798 (100%)      | 8 011 280 $      |
| 1er février 2014  | Las Vegas        | États-Unis       | Planet Hollywood Resort and Casino | 53 798 / 53 798 (100%)      | 8 011 280 $      |
| 4 février 2014    | Las Vegas        | États-Unis       | Planet Hollywood Resort and Casino | 53 798 / 53 798 (100%)      | 8 011 280 $      |
| 7 février 2014    | Las Vegas        | États-Unis       | Planet Hollywood Resort and Casino | 53 798 / 53 798 (100%)      | 8 011 280 $      |
| 8 février 2014    | Las Vegas        | États-Unis       | Planet Hollywood Resort and Casino | 53 798 / 53 798 (100%)      | 8 011 280 $      |
| 12 février 2014   | Las Vegas        | États-Unis       | Planet Hollywood Resort and Casino | 53 798 / 53 798 (100%)      | 8 011 280 $      |
| 14 février 2014   | Las Vegas        | États-Unis       | Planet Hollywood Resort and Casino | 53 798 / 53 798 (100%)      | 8 011 280 $      |
| 15 février 2014   | Las Vegas        | États-Unis       | Planet Hollywood Resort and Casino | 53 798 / 53 798 (100%)      | 8 011 280 $      |
| 18 février 2014   | Las Vegas        | États-Unis       | Planet Hollywood Resort and Casino | 53 798 / 53 798 (100%)      | 8 011 280 $      |
| 19 février 2014   | Las Vegas        | États-Unis       | Planet Hollywood Resort and Casino | 53 798 / 53 798 (100%)      | 8 011 280 $      |
| 22 février 2014   | Las Vegas        | États-Unis       | Planet Hollywood Resort and Casino | 53 798 / 53 798 (100%)      | 8 011 280 $      |
| Partie 3          |                  |                  |                                    |                             |                  |
| 25 avril 2014     | Las Vegas        | États-Unis       | Planet Hollywood Resort and Casino | 48 901 / 49 290 (99,2%)     | 7 850 813 $      |
| 26 avril 2014     | Las Vegas        | États-Unis       | Planet Hollywood Resort and Casino | 48 901 / 49 290 (99,2%)     | 7 850 813 $      |
| 30 avril 2014     | Las Vegas        | États-Unis       | Planet Hollywood Resort and Casino | 48 901 / 49 290 (99,2%)     | 7 850 813 $      |
| 2 mai 2014        | Las Vegas        | États-Unis       | Planet Hollywood Resort and Casino | 48 901 / 49 290 (99,2%)     | 7 850 813 $      |
| 3 mai 2014        | Las Vegas        | États-Unis       | Planet Hollywood Resort and Casino | 48 901 / 49 290 (99,2%)     | 7 850 813 $      |
| 7 mai 2014        | Las Vegas        | États-Unis       | Planet Hollywood Resort and Casino | 48 901 / 49 290 (99,2%)     | 7 850 813 $      |
| 9 mai 2014        | Las Vegas        | États-Unis       | Planet Hollywood Resort and Casino | 48 901 / 49 290 (99,2%)     | 7 850 813 $      |
| 10 mai 2014       | Las Vegas        | États-Unis       | Planet Hollywood Resort and Casino | 48 901 / 49 290 (99,2%)     | 7 850 813 $      |
| 14 mai 2014       | Las Vegas        | États-Unis       | Planet Hollywood Resort and Casino | 48 901 / 49 290 (99,2%)     | 7 850 813 $      |
| 16 mai 2014       | Las Vegas        | États-Unis       | Planet Hollywood Resort and Casino | 48 901 / 49 290 (99,2%)     | 7 850 813 $      |
| 17 mai 2014       | Las Vegas        | États-Unis       | Planet Hollywood Resort and Casino | 48 901 / 49 290 (99,2%)     | 7 850 813 $      |
| Partie 4          |                  |                  |                                    |                             |                  |
| 15 août 2014      | Las Vegas        | États-Unis       | Planet Hollywood Resort and Casino | 59 262 / 63 753 (93%)       | 8 757 082 $      |
| 16 août 2014      | Las Vegas        | États-Unis       | Planet Hollywood Resort and Casino | 59 262 / 63 753 (93%)       | 8 757 082 $      |
| 19 août 2014      | Las Vegas        | États-Unis       | Planet Hollywood Resort and Casino | 59 262 / 63 753 (93%)       | 8 757 082 $      |
| 20 août 2014      | Las Vegas        | États-Unis       | Planet Hollywood Resort and Casino | 59 262 / 63 753 (93%)       | 8 757 082 $      |
| 23 août 2014      | Las Vegas        | États-Unis       | Planet Hollywood Resort and Casino | 59 262 / 63 753 (93%)       | 8 757 082 $      |
| 24 août 2014      | Las Vegas        | États-Unis       | Planet Hollywood Resort and Casino | 59 262 / 63 753 (93%)       | 8 757 082 $      |
| 27 août 2014      | Las Vegas        | États-Unis       | Planet Hollywood Resort and Casino | 59 262 / 63 753 (93%)       | 8 757 082 $      |
| 28 août 2014      | Las Vegas        | États-Unis       | Planet Hollywood Resort and Casino | 59 262 / 63 753 (93%)       | 8 757 082 $      |
| 30 août 2014      | Las Vegas        | États-Unis       | Planet Hollywood Resort and Casino | 59 262 / 63 753 (93%)       | 8 757 082 $      |
| 31 août 2014      | Las Vegas        | États-Unis       | Planet Hollywood Resort and Casino | 59 262 / 63 753 (93%)       | 8 757 082 $      |
| 3 septembre 2014  | Las Vegas        | États-Unis       | Planet Hollywood Resort and Casino | 59 262 / 63 753 (93%)       | 8 757 082 $      |
| 5 septembre 2014  | Las Vegas        | États-Unis       | Planet Hollywood Resort and Casino | 59 262 / 63 753 (93%)       | 8 757 082 $      |
| 6 septembre 2014  | Las Vegas        | États-Unis       | Planet Hollywood Resort and Casino | 59 262 / 63 753 (93%)       | 8 757 082 $      |
| 10 septembre 2014 | Las Vegas        | États-Unis       | Planet Hollywood Resort and Casino | 59 262 / 63 753 (93%)       | 8 757 082 $      |
| Partie 5          |                  |                  |                                    |                             |                  |
| 3 octobre 2014    | Las Vegas        | États-Unis       | Planet Hollywood Resort and Casino | 65 617 / 77 443 (84,7%)     | 8 327 249 $      |
| 4 octobre 2014    | Las Vegas        | États-Unis       | Planet Hollywood Resort and Casino | 65 617 / 77 443 (84,7%)     | 8 327 249 $      |
| 8 octobre 2014    | Las Vegas        | États-Unis       | Planet Hollywood Resort and Casino | 65 617 / 77 443 (84,7%)     | 8 327 249 $      |
| 10 octobre 2014   | Las Vegas        | États-Unis       | Planet Hollywood Resort and Casino | 65 617 / 77 443 (84,7%)     | 8 327 249 $      |
| 11 octobre 2014   | Las Vegas        | États-Unis       | Planet Hollywood Resort and Casino | 65 617 / 77 443 (84,7%)     | 8 327 249 $      |
| 15 octobre 2014   | Las Vegas        | États-Unis       | Planet Hollywood Resort and Casino | 65 617 / 77 443 (84,7%)     | 8 327 249 $      |
| 17 octobre 2014   | Las Vegas        | États-Unis       | Planet Hollywood Resort and Casino | 65 617 / 77 443 (84,7%)     | 8 327 249 $      |
| 18 octobre 2014   | Las Vegas        | États-Unis       | Planet Hollywood Resort and Casino | 65 617 / 77 443 (84,7%)     | 8 327 249 $      |
| 22 octobre 2014   | Las Vegas        | États-Unis       | Planet Hollywood Resort and Casino | 65 617 / 77 443 (84,7%)     | 8 327 249 $      |
| 24 octobre 2014   | Las Vegas        | États-Unis       | Planet Hollywood Resort and Casino | 65 617 / 77 443 (84,7%)     | 8 327 249 $      |
| 25 octobre 2014   | Las Vegas        | États-Unis       | Planet Hollywood Resort and Casino | 65 617 / 77 443 (84,7%)     | 8 327 249 $      |
| 29 octobre 2014   | Las Vegas        | États-Unis       | Planet Hollywood Resort and Casino | 65 617 / 77 443 (84,7%)     | 8 327 249 $      |
| 31 octobre 2014   | Las Vegas        | États-Unis       | Planet Hollywood Resort and Casino | 65 617 / 77 443 (84,7%)     | 8 327 249 $      |
| 1er novembre 2014 | Las Vegas        | États-Unis       | Planet Hollywood Resort and Casino | 65 617 / 77 443 (84,7%)     | 8 327 249 $      |
| 5 novembre 2014   | Las Vegas        | États-Unis       | Planet Hollywood Resort and Casino | 65 617 / 77 443 (84,7%)     | 8 327 249 $      |
| 7 novembre 2014   | Las Vegas        | États-Unis       | Planet Hollywood Resort and Casino | 65 617 / 77 443 (84,7%)     | 8 327 249 $      |
| 8 novembre 2014   | Las Vegas        | États-Unis       | Planet Hollywood Resort and Casino | 65 617 / 77 443 (84,7%)     | 8 327 249 $      |
| Partie 6          |                  |                  |                                    |                             |                  |
| 27 décembre 2014  | Las Vegas        | États-Unis       | Planet Hollywood Resort and Casino | 16 895 / 18 221 (92,7%)     | 2 799 641 $      |
| 28 décembre 2014  | Las Vegas        | États-Unis       | Planet Hollywood Resort and Casino | 16 895 / 18 221 (92,7%)     | 2 799 641 $      |
| 30 décembre 2014  | Las Vegas        | États-Unis       | Planet Hollywood Resort and Casino | 16 895 / 18 221 (92,7%)     | 2 799 641 $      |
| 31 décembre 2014  | Las Vegas        | États-Unis       | Planet Hollywood Resort and Casino | 16 895 / 18 221 (92,7%)     | 2 799 641 $      |
| Partie 7          |                  |                  |                                    |                             |                  |
| 28 janvier 2015   | Las Vegas        | États-Unis       | Planet Hollywood Resort and Casino | 58 001 / 64 848 (89,4%)     | 8 134 492 $      |
| 30 janvier 2015   | Las Vegas        | États-Unis       | Planet Hollywood Resort and Casino | 58 001 / 64 848 (89,4%)     | 8 134 492 $      |
| 31 janvier 2015   | Las Vegas        | États-Unis       | Planet Hollywood Resort and Casino | 58 001 / 64 848 (89,4%)     | 8 134 492 $      |
| 4 février 2015    | Las Vegas        | États-Unis       | Planet Hollywood Resort and Casino | 58 001 / 64 848 (89,4%)     | 8 134 492 $      |
| 6 février 2015    | Las Vegas        | États-Unis       | Planet Hollywood Resort and Casino | 58 001 / 64 848 (89,4%)     | 8 134 492 $      |
| 7 février 2015    | Las Vegas        | États-Unis       | Planet Hollywood Resort and Casino | 58 001 / 64 848 (89,4%)     | 8 134 492 $      |
| 11 février 2015   | Las Vegas        | États-Unis       | Planet Hollywood Resort and Casino | 58 001 / 64 848 (89,4%)     | 8 134 492 $      |
| 13 février 2015   | Las Vegas        | États-Unis       | Planet Hollywood Resort and Casino | 58 001 / 64 848 (89,4%)     | 8 134 492 $      |
| 14 février 2015   | Las Vegas        | États-Unis       | Planet Hollywood Resort and Casino | 58 001 / 64 848 (89,4%)     | 8 134 492 $      |
| 17 février 2015   | Las Vegas        | États-Unis       | Planet Hollywood Resort and Casino | 58 001 / 64 848 (89,4%)     | 8 134 492 $      |
| 18 février 2015   | Las Vegas        | États-Unis       | Planet Hollywood Resort and Casino | 58 001 / 64 848 (89,4%)     | 8 134 492 $      |
| 20 février 2015   | Las Vegas        | États-Unis       | Planet Hollywood Resort and Casino | 58 001 / 64 848 (89,4%)     | 8 134 492 $      |
| 21 février 2015   | Las Vegas        | États-Unis       | Planet Hollywood Resort and Casino | 58 001 / 64 848 (89,4%)     | 8 134 492 $      |
| 25 février 2015   | Las Vegas        | États-Unis       | Planet Hollywood Resort and Casino | 58 001 / 64 848 (89,4%)     | 8 134 492 $      |
| 27 février 2015   | Las Vegas        | États-Unis       | Planet Hollywood Resort and Casino | 58 001 / 64 848 (89,4%)     | 8 134 492 $      |
| 28 février 2015   | Las Vegas        | États-Unis       | Planet Hollywood Resort and Casino | 58 001 / 64 848 (89,4%)     | 8 134 492 $      |
| 4 mars 2015       | Las Vegas        | États-Unis       | Planet Hollywood Resort and Casino | 58 001 / 64 848 (89,4%)     | 8 134 492 $      |
| 6 mars 2015       | Las Vegas        | États-Unis       | Planet Hollywood Resort and Casino | 58 001 / 64 848 (89,4%)     | 8 134 492 $      |
| 7 mars 2015       | Las Vegas        | États-Unis       | Planet Hollywood Resort and Casino | 58 001 / 64 848 (89,4%)     | 8 134 492 $      |
| Partie 8,         |                  |                  |                                    |                             |                  |
| 15 avril 2015     | Las Vegas        | États-Unis       | Planet Hollywood Resort and Casino | 44 896 / 54 791 (81,9%)     | 5 971 614 $      |
| 17 avril 2015     | Las Vegas        | États-Unis       | Planet Hollywood Resort and Casino | 44 896 / 54 791 (81,9%)     | 5 971 614 $      |
| 18 avril 2015     | Las Vegas        | États-Unis       | Planet Hollywood Resort and Casino | 44 896 / 54 791 (81,9%)     | 5 971 614 $      |
| 22 avril 2015     | Las Vegas        | États-Unis       | Planet Hollywood Resort and Casino | 44 896 / 54 791 (81,9%)     | 5 971 614 $      |
| 24 avril 2015     | Las Vegas        | États-Unis       | Planet Hollywood Resort and Casino | 44 896 / 54 791 (81,9%)     | 5 971 614 $      |
| 25 avril 2015     | Las Vegas        | États-Unis       | Planet Hollywood Resort and Casino | 44 896 / 54 791 (81,9%)     | 5 971 614 $      |
| 29 avril 2015     | Las Vegas        | États-Unis       | Planet Hollywood Resort and Casino | 44 896 / 54 791 (81,9%)     | 5 971 614 $      |
| 8 mai 2015        | Las Vegas        | États-Unis       | Planet Hollywood Resort and Casino | 44 896 / 54 791 (81,9%)     | 5 971 614 $      |
| 10 mai 2015       | Las Vegas        | États-Unis       | Planet Hollywood Resort and Casino | 44 896 / 54 791 (81,9%)     | 5 971 614 $      |
| 13 mai 2015       | Las Vegas        | États-Unis       | Planet Hollywood Resort and Casino | 44 896 / 54 791 (81,9%)     | 5 971 614 $      |
| 15 mai 2015       | Las Vegas        | États-Unis       | Planet Hollywood Resort and Casino | 44 896 / 54 791 (81,9%)     | 5 971 614 $      |
| 16 mai 2015       | Las Vegas        | États-Unis       | Planet Hollywood Resort and Casino | 44 896 / 54 791 (81,9%)     | 5 971 614 $      |
| 20 mai 2015       | Las Vegas        | États-Unis       | Planet Hollywood Resort and Casino | 44 896 / 54 791 (81,9%)     | 5 971 614 $      |
| Partie 9          |                  |                  |                                    |                             |                  |
| 5 août 2015       | Las Vegas        | États-Unis       | Planet Hollywood Resort and Casino | 56 154 / 72 112 (77,9%)     | 7 759 337 $      |
| 7 août 2015       | Las Vegas        | États-Unis       | Planet Hollywood Resort and Casino | 56 154 / 72 112 (77,9%)     | 7 759 337 $      |
| 8 août 2015       | Las Vegas        | États-Unis       | Planet Hollywood Resort and Casino | 56 154 / 72 112 (77,9%)     | 7 759 337 $      |
| 12 août 2015      | Las Vegas        | États-Unis       | Planet Hollywood Resort and Casino | 56 154 / 72 112 (77,9%)     | 7 759 337 $      |
| 14 août 2015      | Las Vegas        | États-Unis       | Planet Hollywood Resort and Casino | 56 154 / 72 112 (77,9%)     | 7 759 337 $      |
| 15 août 2015      | Las Vegas        | États-Unis       | Planet Hollywood Resort and Casino | 56 154 / 72 112 (77,9%)     | 7 759 337 $      |
| 18 août 2015      | Las Vegas        | États-Unis       | Planet Hollywood Resort and Casino | 56 154 / 72 112 (77,9%)     | 7 759 337 $      |
| 19 août 2015      | Las Vegas        | États-Unis       | Planet Hollywood Resort and Casino | 56 154 / 72 112 (77,9%)     | 7 759 337 $      |
| 21 août 2015      | Las Vegas        | États-Unis       | Planet Hollywood Resort and Casino | 56 154 / 72 112 (77,9%)     | 7 759 337 $      |
| 22 août 2015      | Las Vegas        | États-Unis       | Planet Hollywood Resort and Casino | 56 154 / 72 112 (77,9%)     | 7 759 337 $      |
| 26 août 2015      | Las Vegas        | États-Unis       | Planet Hollywood Resort and Casino | 56 154 / 72 112 (77,9%)     | 7 759 337 $      |
| 28 août 2015      | Las Vegas        | États-Unis       | Planet Hollywood Resort and Casino | 56 154 / 72 112 (77,9%)     | 7 759 337 $      |
| 29 août 2015      | Las Vegas        | États-Unis       | Planet Hollywood Resort and Casino | 56 154 / 72 112 (77,9%)     | 7 759 337 $      |
| 2 septembre 2015  | Las Vegas        | États-Unis       | Planet Hollywood Resort and Casino | 56 154 / 72 112 (77,9%)     | 7 759 337 $      |
| 4 septembre 2015  | Las Vegas        | États-Unis       | Planet Hollywood Resort and Casino | 56 154 / 72 112 (77,9%)     | 7 759 337 $      |
| 5 septembre 2015  | Las Vegas        | États-Unis       | Planet Hollywood Resort and Casino | 56 154 / 72 112 (77,9%)     | 7 759 337 $      |
| 9 septembre 2015  | Las Vegas        | États-Unis       | Planet Hollywood Resort and Casino | 56 154 / 72 112 (77,9%)     | 7 759 337 $      |
| Partie 10         |                  |                  |                                    |                             |                  |
| 14 octobre 2015   | Las Vegas        | États-Unis       | Planet Hollywood Resort and Casino | 55 705 / 75 237 (74%)       | 7 416 541 $      |
| 16 octobre 2015   | Las Vegas        | États-Unis       | Planet Hollywood Resort and Casino | 55 705 / 75 237 (74%)       | 7 416 541 $      |
| 17 octobre 2015   | Las Vegas        | États-Unis       | Planet Hollywood Resort and Casino | 55 705 / 75 237 (74%)       | 7 416 541 $      |
| 21 octobre 2015   | Las Vegas        | États-Unis       | Planet Hollywood Resort and Casino | 55 705 / 75 237 (74%)       | 7 416 541 $      |
| 23 octobre 2015   | Las Vegas        | États-Unis       | Planet Hollywood Resort and Casino | 55 705 / 75 237 (74%)       | 7 416 541 $      |
| 24 octobre 2015   | Las Vegas        | États-Unis       | Planet Hollywood Resort and Casino | 55 705 / 75 237 (74%)       | 7 416 541 $      |
| 28 octobre 2015   | Las Vegas        | États-Unis       | Planet Hollywood Resort and Casino | 55 705 / 75 237 (74%)       | 7 416 541 $      |
| 30 octobre 2015   | Las Vegas        | États-Unis       | Planet Hollywood Resort and Casino | 55 705 / 75 237 (74%)       | 7 416 541 $      |
| 31 octobre 2015   | Las Vegas        | États-Unis       | Planet Hollywood Resort and Casino | 55 705 / 75 237 (74%)       | 7 416 541 $      |
| 4 novembre 2015   | Las Vegas        | États-Unis       | Planet Hollywood Resort and Casino | 55 705 / 75 237 (74%)       | 7 416 541 $      |
| 6 novembre 2015   | Las Vegas        | États-Unis       | Planet Hollywood Resort and Casino | 55 705 / 75 237 (74%)       | 7 416 541 $      |
| 7 novembre 2015   | Las Vegas        | États-Unis       | Planet Hollywood Resort and Casino | 55 705 / 75 237 (74%)       | 7 416 541 $      |
| 11 novembre 2015  | Las Vegas        | États-Unis       | Planet Hollywood Resort and Casino | 55 705 / 75 237 (74%)       | 7 416 541 $      |
| 13 novembre 2015  | Las Vegas        | États-Unis       | Planet Hollywood Resort and Casino | 55 705 / 75 237 (74%)       | 7 416 541 $      |
| 14 novembre 2015  | Las Vegas        | États-Unis       | Planet Hollywood Resort and Casino | 55 705 / 75 237 (74%)       | 7 416 541 $      |
| 18 novembre 2015  | Las Vegas        | États-Unis       | Planet Hollywood Resort and Casino | 55 705 / 75 237 (74%)       | 7 416 541 $      |
| 20 novembre 2015  | Las Vegas        | États-Unis       | Planet Hollywood Resort and Casino | 55 705 / 75 237 (74%)       | 7 416 541 $      |
| 21 novembre 2015  | Las Vegas        | États-Unis       | Planet Hollywood Resort and Casino | 55 705 / 75 237 (74%)       | 7 416 541 $      |
| Partie 11         |                  |                  |                                    |                             |                  |
| 27 décembre 2015  | Las Vegas        | États-Unis       | Planet Hollywood Resort and Casino | 19 454 / 25 203 (77,2 %)    | 2 940 106 $      |
| 28 décembre 2015  | Las Vegas        | États-Unis       | Planet Hollywood Resort and Casino | 19 454 / 25 203 (77,2 %)    | 2 940 106 $      |
| 30 décembre 2015  | Las Vegas        | États-Unis       | Planet Hollywood Resort and Casino | 19 454 / 25 203 (77,2 %)    | 2 940 106 $      |
| 31 décembre 2015  | Las Vegas        | États-Unis       | Planet Hollywood Resort and Casino | 19 454 / 25 203 (77,2 %)    | 2 940 106 $      |
| 2 janvier 2016    | Las Vegas        | États-Unis       | Planet Hollywood Resort and Casino | 19 454 / 25 203 (77,2 %)    | 2 940 106 $      |
| 3 janvier 2016    | Las Vegas        | États-Unis       | Planet Hollywood Resort and Casino | 19 454 / 25 203 (77,2 %)    | 2 940 106 $      |
| Partie 12         |                  |                  |                                    |                             |                  |
| 13 février 2016   | Las Vegas        | États-Unis       | Planet Hollywood Resort and Casino | 28 540 / 34 488 (82,8%)     | 4 007 691 $      |
| 14 février 2016   | Las Vegas        | États-Unis       | Planet Hollywood Resort and Casino | 28 540 / 34 488 (82,8%)     | 4 007 691 $      |
| 17 février 2016   | Las Vegas        | États-Unis       | Planet Hollywood Resort and Casino | 28 540 / 34 488 (82,8%)     | 4 007 691 $      |
| 19 février 2016   | Las Vegas        | États-Unis       | Planet Hollywood Resort and Casino | 28 540 / 34 488 (82,8%)     | 4 007 691 $      |
| 20 février 2016   | Las Vegas        | États-Unis       | Planet Hollywood Resort and Casino | 28 540 / 34 488 (82,8%)     | 4 007 691 $      |
| 24 février 2016   | Las Vegas        | États-Unis       | Planet Hollywood Resort and Casino | 28 540 / 34 488 (82,8%)     | 4 007 691 $      |
| 26 février 2016   | Las Vegas        | États-Unis       | Planet Hollywood Resort and Casino | 28 540 / 34 488 (82,8%)     | 4 007 691 $      |
| 27 février 2016   | Las Vegas        | États-Unis       | Planet Hollywood Resort and Casino | 28 540 / 34 488 (82,8%)     | 4 007 691 $      |
| Partie 13         |                  |                  |                                    |                             |                  |
| 6 avril 2016      | Las Vegas        | États-Unis       | Planet Hollywood Resort and Casino | 31 678 / 34 440 (92%)       | 4 547 675 $      |
| 8 avril 2016      | Las Vegas        | États-Unis       | Planet Hollywood Resort and Casino | 31 678 / 34 440 (92%)       | 4 547 675 $      |
| 9 avril 2016      | Las Vegas        | États-Unis       | Planet Hollywood Resort and Casino | 31 678 / 34 440 (92%)       | 4 547 675 $      |
| 13 avril 2016     | Las Vegas        | États-Unis       | Planet Hollywood Resort and Casino | 31 678 / 34 440 (92%)       | 4 547 675 $      |
| 15 avril 2016     | Las Vegas        | États-Unis       | Planet Hollywood Resort and Casino | 31 678 / 34 440 (92%)       | 4 547 675 $      |
| 16 avril 2016     | Las Vegas        | États-Unis       | Planet Hollywood Resort and Casino | 31 678 / 34 440 (92%)       | 4 547 675 $      |
| 20 avril 2016     | Las Vegas        | États-Unis       | Planet Hollywood Resort and Casino | 31 678 / 34 440 (92%)       | 4 547 675 $      |
| 22 avril 2016     | Las Vegas        | États-Unis       | Planet Hollywood Resort and Casino | 31 678 / 34 440 (92%)       | 4 547 675 $      |
| Partie 14         |                  |                  |                                    |                             |                  |
| 17 juin 2016      | Las Vegas        | États-Unis       | Planet Hollywood Resort and Casino | 44 040 / 51 219 (86%)       | 6 318 232 $      |
| 18 juin 2016      | Las Vegas        | États-Unis       | Planet Hollywood Resort and Casino | 44 040 / 51 219 (86%)       | 6 318 232 $      |
| 22 juin 2016      | Las Vegas        | États-Unis       | Planet Hollywood Resort and Casino | 44 040 / 51 219 (86%)       | 6 318 232 $      |
| 24 juin 2016      | Las Vegas        | États-Unis       | Planet Hollywood Resort and Casino | 44 040 / 51 219 (86%)       | 6 318 232 $      |
| 25 juin 2016      | Las Vegas        | États-Unis       | Planet Hollywood Resort and Casino | 44 040 / 51 219 (86%)       | 6 318 232 $      |
| 29 juin 2016      | Las Vegas        | États-Unis       | Planet Hollywood Resort and Casino | 44 040 / 51 219 (86%)       | 6 318 232 $      |
| 1er juillet 2016  | Las Vegas        | États-Unis       | Planet Hollywood Resort and Casino | 44 040 / 51 219 (86%)       | 6 318 232 $      |
| 2 juillet 2016    | Las Vegas        | États-Unis       | Planet Hollywood Resort and Casino | 44 040 / 51 219 (86%)       | 6 318 232 $      |
| 6 juillet 2016    | Las Vegas        | États-Unis       | Planet Hollywood Resort and Casino | 44 040 / 51 219 (86%)       | 6 318 232 $      |
| 8 juillet 2016    | Las Vegas        | États-Unis       | Planet Hollywood Resort and Casino | 44 040 / 51 219 (86%)       | 6 318 232 $      |
| 9 juillet 2016    | Las Vegas        | États-Unis       | Planet Hollywood Resort and Casino | 44 040 / 51 219 (86%)       | 6 318 232 $      |
| 13 juillet 2016   | Las Vegas        | États-Unis       | Planet Hollywood Resort and Casino | 44 040 / 51 219 (86%)       | 6 318 232 $      |
| Partie 15         |                  |                  |                                    |                             |                  |
| 17 août 2016      | Las Vegas        | États-Unis       | Planet Hollywood Resort and Casino | 38 533 / 42 493 (90,7%)     | 5 726 766 $      |
| 19 août 2016      | Las Vegas        | États-Unis       | Planet Hollywood Resort and Casino | 38 533 / 42 493 (90,7%)     | 5 726 766 $      |
| 20 août 2016      | Las Vegas        | États-Unis       | Planet Hollywood Resort and Casino | 38 533 / 42 493 (90,7%)     | 5 726 766 $      |
| 24 août 2016      | Las Vegas        | États-Unis       | Planet Hollywood Resort and Casino | 38 533 / 42 493 (90,7%)     | 5 726 766 $      |
| 31 août 2016      | Las Vegas        | États-Unis       | Planet Hollywood Resort and Casino | 38 533 / 42 493 (90,7%)     | 5 726 766 $      |
| 2 septembre 2016  | Las Vegas        | États-Unis       | Planet Hollywood Resort and Casino | 38 533 / 42 493 (90,7%)     | 5 726 766 $      |
| 3 septembre 2016  | Las Vegas        | États-Unis       | Planet Hollywood Resort and Casino | 38 533 / 42 493 (90,7%)     | 5 726 766 $      |
| 7 septembre 2016  | Las Vegas        | États-Unis       | Planet Hollywood Resort and Casino | 38 533 / 42 493 (90,7%)     | 5 726 766 $      |
| 9 septembre 2016  | Las Vegas        | États-Unis       | Planet Hollywood Resort and Casino | 38 533 / 42 493 (90,7%)     | 5 726 766 $      |
| 10 septembre 2016 | Las Vegas        | États-Unis       | Planet Hollywood Resort and Casino | 38 533 / 42 493 (90,7%)     | 5 726 766 $      |
| Partie 16         |                  |                  |                                    |                             |                  |
| 19 octobre 2016   | Las Vegas        | États-Unis       | Planet Hollywood Resort and Casino | 49 934 / 63 163 (79%)       | 7 292 060 $      |
| 21 octobre 2016   | Las Vegas        | États-Unis       | Planet Hollywood Resort and Casino | 49 934 / 63 163 (79%)       | 7 292 060 $      |
| 22 octobre 2016   | Las Vegas        | États-Unis       | Planet Hollywood Resort and Casino | 49 934 / 63 163 (79%)       | 7 292 060 $      |
| 26 octobre 2016   | Las Vegas        | États-Unis       | Planet Hollywood Resort and Casino | 49 934 / 63 163 (79%)       | 7 292 060 $      |
| 28 octobre 2016   | Las Vegas        | États-Unis       | Planet Hollywood Resort and Casino | 49 934 / 63 163 (79%)       | 7 292 060 $      |
| 29 octobre 2016   | Las Vegas        | États-Unis       | Planet Hollywood Resort and Casino | 49 934 / 63 163 (79%)       | 7 292 060 $      |
| 2 novembre 2016   | Las Vegas        | États-Unis       | Planet Hollywood Resort and Casino | 49 934 / 63 163 (79%)       | 7 292 060 $      |
| 4 novembre 2016   | Las Vegas        | États-Unis       | Planet Hollywood Resort and Casino | 49 934 / 63 163 (79%)       | 7 292 060 $      |
| 5 novembre 2016   | Las Vegas        | États-Unis       | Planet Hollywood Resort and Casino | 49 934 / 63 163 (79%)       | 7 292 060 $      |
| 9 novembre 2016   | Las Vegas        | États-Unis       | Planet Hollywood Resort and Casino | 49 934 / 63 163 (79%)       | 7 292 060 $      |
| 11 novembre 2016  | Las Vegas        | États-Unis       | Planet Hollywood Resort and Casino | 49 934 / 63 163 (79%)       | 7 292 060 $      |
| 12 novembre 2016  | Las Vegas        | États-Unis       | Planet Hollywood Resort and Casino | 49 934 / 63 163 (79%)       | 7 292 060 $      |
| 16 novembre 2016  | Las Vegas        | États-Unis       | Planet Hollywood Resort and Casino | 49 934 / 63 163 (79%)       | 7 292 060 $      |
| 18 novembre 2016  | Las Vegas        | États-Unis       | Planet Hollywood Resort and Casino | 49 934 / 63 163 (79%)       | 7 292 060 $      |
| 19 novembre 2016  | Las Vegas        | États-Unis       | Planet Hollywood Resort and Casino | 49 934 / 63 163 (79%)       | 7 292 060 $      |
| Partie 17         |                  |                  |                                    |                             |                  |
| 11 janvier 2017   | Las Vegas        | États-Unis       | Planet Hollywood Resort and Casino | 41 185 / 50 755 (81,1%)     | 6 139 697 $      |
| 13 janvier 2017   | Las Vegas        | États-Unis       | Planet Hollywood Resort and Casino | 41 185 / 50 755 (81,1%)     | 6 139 697 $      |
| 14 janvier 2017   | Las Vegas        | États-Unis       | Planet Hollywood Resort and Casino | 41 185 / 50 755 (81,1%)     | 6 139 697 $      |
| 18 janvier 2017   | Las Vegas        | États-Unis       | Planet Hollywood Resort and Casino | 41 185 / 50 755 (81,1%)     | 6 139 697 $      |
| 20 janvier 2017   | Las Vegas        | États-Unis       | Planet Hollywood Resort and Casino | 41 185 / 50 755 (81,1%)     | 6 139 697 $      |
| 21 janvier 2017   | Las Vegas        | États-Unis       | Planet Hollywood Resort and Casino | 41 185 / 50 755 (81,1%)     | 6 139 697 $      |
| 25 janvier 2017   | Las Vegas        | États-Unis       | Planet Hollywood Resort and Casino | 41 185 / 50 755 (81,1%)     | 6 139 697 $      |
| 27 janvier 2017   | Las Vegas        | États-Unis       | Planet Hollywood Resort and Casino | 41 185 / 50 755 (81,1%)     | 6 139 697 $      |
| 28 janvier 2017   | Las Vegas        | États-Unis       | Planet Hollywood Resort and Casino | 41 185 / 50 755 (81,1%)     | 6 139 697 $      |
| 1er février 2017  | Las Vegas        | États-Unis       | Planet Hollywood Resort and Casino | 41 185 / 50 755 (81,1%)     | 6 139 697 $      |
| 3 février 2017    | Las Vegas        | États-Unis       | Planet Hollywood Resort and Casino | 41 185 / 50 755 (81,1%)     | 6 139 697 $      |
| 4 février 2017    | Las Vegas        | États-Unis       | Planet Hollywood Resort and Casino | 41 185 / 50 755 (81,1%)     | 6 139 697 $      |
| Partie 18         |                  |                  |                                    |                             |                  |
| 22 mars 2017      | Las Vegas        | États-Unis       | Planet Hollywood Resort and Casino | 37 160 / 40 555 (91,6%)     | 5 427 295 $      |
| 24 mars 2017      | Las Vegas        | États-Unis       | Planet Hollywood Resort and Casino | 37 160 / 40 555 (91,6%)     | 5 427 295 $      |
| 25 mars 2017      | Las Vegas        | États-Unis       | Planet Hollywood Resort and Casino | 37 160 / 40 555 (91,6%)     | 5 427 295 $      |
| 29 mars 2017      | Las Vegas        | États-Unis       | Planet Hollywood Resort and Casino | 37 160 / 40 555 (91,6%)     | 5 427 295 $      |
| 31 mars 2017      | Las Vegas        | États-Unis       | Planet Hollywood Resort and Casino | 37 160 / 40 555 (91,6%)     | 5 427 295 $      |
| 1 avril 2017      | Las Vegas        | États-Unis       | Planet Hollywood Resort and Casino | 37 160 / 40 555 (91,6%)     | 5 427 295 $      |
| 5 avril 2017      | Las Vegas        | États-Unis       | Planet Hollywood Resort and Casino | 37 160 / 40 555 (91,6%)     | 5 427 295 $      |
| 7 avril 2017      | Las Vegas        | États-Unis       | Planet Hollywood Resort and Casino | 37 160 / 40 555 (91,6%)     | 5 427 295 $      |
| 8 avril 2017      | Las Vegas        | États-Unis       | Planet Hollywood Resort and Casino | 37 160 / 40 555 (91,6%)     | 5 427 295 $      |
| Partie 19         |                  |                  |                                    |                             |                  |
| 3 mai 2017        | Las Vegas        | États-Unis       | Planet Hollywood Resort and Casino | 37 712 / 40 541 (93%)       | 5 855 011 $      |
| 5 mai 2017        | Las Vegas        | États-Unis       | Planet Hollywood Resort and Casino | 37 712 / 40 541 (93%)       | 5 855 011 $      |
| 6 mai 2017        | Las Vegas        | États-Unis       | Planet Hollywood Resort and Casino | 37 712 / 40 541 (93%)       | 5 855 011 $      |
| 10 mai 2017       | Las Vegas        | États-Unis       | Planet Hollywood Resort and Casino | 37 712 / 40 541 (93%)       | 5 855 011 $      |
| 12 mai 2017       | Las Vegas        | États-Unis       | Planet Hollywood Resort and Casino | 37 712 / 40 541 (93%)       | 5 855 011 $      |
| 13 mai 2017       | Las Vegas        | États-Unis       | Planet Hollywood Resort and Casino | 37 712 / 40 541 (93%)       | 5 855 011 $      |
| 17 mai 2017       | Las Vegas        | États-Unis       | Planet Hollywood Resort and Casino | 37 712 / 40 541 (93%)       | 5 855 011 $      |
| 19 mai 2017       | Las Vegas        | États-Unis       | Planet Hollywood Resort and Casino | 37 712 / 40 541 (93%)       | 5 855 011 $      |
| 20 mai 2017       | Las Vegas        | États-Unis       | Planet Hollywood Resort and Casino | 37 712 / 40 541 (93%)       | 5 855 011 $      |
| Partie 20         |                  |                  |                                    |                             |                  |
| 9 août 2017       | Las Vegas        | États-Unis       | Planet Hollywood Resort and Casino | 48 592 / 56 632 (85,8%)     | 8 114 558 $      |
| 11 août 2017      | Las Vegas        | États-Unis       | Planet Hollywood Resort and Casino | 48 592 / 56 632 (85,8%)     | 8 114 558 $      |
| 12 août 2017      | Las Vegas        | États-Unis       | Planet Hollywood Resort and Casino | 48 592 / 56 632 (85,8%)     | 8 114 558 $      |
| 16 août 2017      | Las Vegas        | États-Unis       | Planet Hollywood Resort and Casino | 48 592 / 56 632 (85,8%)     | 8 114 558 $      |
| 18 août 2017      | Las Vegas        | États-Unis       | Planet Hollywood Resort and Casino | 48 592 / 56 632 (85,8%)     | 8 114 558 $      |
| 19 août 2017      | Las Vegas        | États-Unis       | Planet Hollywood Resort and Casino | 48 592 / 56 632 (85,8%)     | 8 114 558 $      |
| 23 août 2017      | Las Vegas        | États-Unis       | Planet Hollywood Resort and Casino | 48 592 / 56 632 (85,8%)     | 8 114 558 $      |
| 25 août 2017      | Las Vegas        | États-Unis       | Planet Hollywood Resort and Casino | 48 592 / 56 632 (85,8%)     | 8 114 558 $      |
| 26 août 2017      | Las Vegas        | États-Unis       | Planet Hollywood Resort and Casino | 48 592 / 56 632 (85,8%)     | 8 114 558 $      |
| 30 août 2017      | Las Vegas        | États-Unis       | Planet Hollywood Resort and Casino | 48 592 / 56 632 (85,8%)     | 8 114 558 $      |
| 1 septembre 2017  | Las Vegas        | États-Unis       | Planet Hollywood Resort and Casino | 48 592 / 56 632 (85,8%)     | 8 114 558 $      |
| 2 septembre 2017  | Las Vegas        | États-Unis       | Planet Hollywood Resort and Casino | 48 592 / 56 632 (85,8%)     | 8 114 558 $      |
| 3 septembre 2017  | Las Vegas        | États-Unis       | Planet Hollywood Resort and Casino | 48 592 / 56 632 (85,8%)     | 8 114 558 $      |
| Partie 21         |                  |                  |                                    |                             |                  |
| 11 octobre 2017   | Las Vegas        | États-Unis       | Planet Hollywood Resort and Casino | 50 462 / 52 847 (95,5%)     | 8 588 938 $      |
| 13 octobre 2017   | Las Vegas        | États-Unis       | Planet Hollywood Resort and Casino | 50 462 / 52 847 (95,5%)     | 8 588 938 $      |
| 14 octobre 2017   | Las Vegas        | États-Unis       | Planet Hollywood Resort and Casino | 50 462 / 52 847 (95,5%)     | 8 588 938 $      |
| 18 octobre 2017   | Las Vegas        | États-Unis       | Planet Hollywood Resort and Casino | 50 462 / 52 847 (95,5%)     | 8 588 938 $      |
| 20 octobre 2017   | Las Vegas        | États-Unis       | Planet Hollywood Resort and Casino | 50 462 / 52 847 (95,5%)     | 8 588 938 $      |
| 21 octobre 2017   | Las Vegas        | États-Unis       | Planet Hollywood Resort and Casino | 50 462 / 52 847 (95,5%)     | 8 588 938 $      |
| 25 octobre 2017   | Las Vegas        | États-Unis       | Planet Hollywood Resort and Casino | 50 462 / 52 847 (95,5%)     | 8 588 938 $      |
| 27 octobre 2017   | Las Vegas        | États-Unis       | Planet Hollywood Resort and Casino | 50 462 / 52 847 (95,5%)     | 8 588 938 $      |
| 28 octobre 2017   | Las Vegas        | États-Unis       | Planet Hollywood Resort and Casino | 50 462 / 52 847 (95,5%)     | 8 588 938 $      |
| 1 novembre 2017   | Las Vegas        | États-Unis       | Planet Hollywood Resort and Casino | 50 462 / 52 847 (95,5%)     | 8 588 938 $      |
| 3 novembre 2017   | Las Vegas        | États-Unis       | Planet Hollywood Resort and Casino | 50 462 / 52 847 (95,5%)     | 8 588 938 $      |
| 4 novembre 2017   | Las Vegas        | États-Unis       | Planet Hollywood Resort and Casino | 50 462 / 52 847 (95,5%)     | 8 588 938 $      |
| Partie 22         |                  |                  |                                    |                             |                  |
| 19 décembre 2017  | Las Vegas        | États-Unis       | Planet Hollywood Resort and Casino | 22 543 / 22 665 (99,5%)     | 4 757 135 $      |
| 27 décembre 2017  | Las Vegas        | États-Unis       | Planet Hollywood Resort and Casino | 22 543 / 22 665 (99,5%)     | 4 757 135 $      |
| 28 décembre 2017  | Las Vegas        | États-Unis       | Planet Hollywood Resort and Casino | 22 543 / 22 665 (99,5%)     | 4 757 135 $      |
| 30 décembre 2017  | Las Vegas        | États-Unis       | Planet Hollywood Resort and Casino | 22 543 / 22 665 (99,5%)     | 4 757 135 $      |
| 31 décembre 2017  | Las Vegas        | États-Unis       | Planet Hollywood Resort and Casino | 22 543 / 22 665 (99,5%)     | 4 757 135 $      |
| Total             | Total            | Total            | Total                              | 916 174 / 1 077 639 (85,1%) | 137 207 234 $    |

### Annulations
| Dates        | Raison de l'annulation        |
| ------------ | ----------------------------- |
| 1er mai 2015 | - Entorse à la cheville       |
| 2 mai 2015   | - Entorse à la cheville       |
| 6 mai 2015   | - Entorse à la cheville       |
| 26 août 2016 | - MTV Video Music Awards 2016 |
| 27 août 2016 | - MTV Video Music Awards 2016 |

## Récompenses
| Année                           | Société                  | Catégorie                       | Résultat |
| ------------------------------- | ------------------------ | ------------------------------- | -------- |
| 2015                            | Las Vegas Review-Journal | Meilleur Spectacle de Las Vegas | Gagné    |
| 2016                            | Las Vegas Review-Journal | Meilleur Spectacle de Las Vegas | Gagné    |
| 2017                            | Las Vegas Review-Journal | Meilleur Spectacle de Las Vegas | Gagné    |
| Meilleure Production            | Las Vegas Review-Journal |                                 | Gagné    |
| Meilleure bachelorette          | Las Vegas Review-Journal |                                 | Gagné    |
| Meilleur Bachelor               | Las Vegas Review-Journal |                                 | Gagné    |
| Meilleur Spectacle de Las Vegas | Las Vegas Review-Journal |                                 | Gagné    |